# Фролов, Константин Викторович
Константин Викторович Фролов (укр. Костянтин Вікторович Фролов; род. 20 июня 1972, Одесса) — украинский футболист, защитник.

## Карьера игрока
Воспитанник ДЮСШ СКА (Одесса). Первый тренер — Сергей Круликовский. Играл в юношеской команде СКА, а затем в одесском «Динамо», которое выступало под разными названиями. В сезоне 1994/95 играл за «Динамо-Дагма» в любительском чемпионате Украины. Затем, команда стала выступать во Второй лиге Украины. Фролов являлся игроком основного состава, однако команда под названием «Динамо-Флэш» вылетела из турнира. Летом 1997 года провёл один матч за Динамо в Кубке Украины. После чего, завершил карьеру игрока.

## Карьера тренера
Окончил Одесский институт народного хозяйства и Одесский педагогический институт им. Ушинского. С 1997 года по 2005 год Фролов работал тренером в одесской детской школе «Спартак» имени Игоря Беланова. Где среди его воспитанников были Егор Бедный и Сергей Мельник.
В июне 2005 году стал главным тренером дубля одесского «Черноморца». Руководил командой вместе с Владиславом Зубковым. В марте 2006 года получил тренерский диплом категории «Б». На должности тренера дубля работал до декабря 2006 года, затем работал тренером в «Черноморце-2». В апреле 2008 года в матче за Суперкубок Одессы вторая команда «Черноморца» уступила ильичёвскому «Бастиону» (1:1 основное время, 5:6 по пенальти). В 2008 году привёл «Черноморец-2» к победе в чемпионате Одессы. В сезоне 2008/09 вместе с Игорем Соколовским привёл дубль к бронзовым наградам молодёжного чемпионата Украины.
В августе 2009 года «Черноморец» возглавил Игорь Наконечный, а Фролов стал его ассистентом. В декабре 2009 года получил диплом категории «А». Продолжал работать главным тренером молодёжного состава «Черноморца» до лета 2010 года. В сентябре 2010 года проходил стажировку во львовских «Карпатах».
В декабре 2012 года возглавил юношескую сборную Казахстана до 17 лет. В 2013 году привёл команду к первой победе на Кубке Президента Казахстана и победе в Кубке развития УЕФА. В отборочном раунде чемпионата Европы 2015 года Казахстан занял последнее место в своей группе. В октябре 2014 года покинул свой пост.
В ноябре 2014 года возглавил грузинскую «Шукуру». В феврале 2015 года, в связи с рождением ребёнка, покинул клуб. В августе 2015 года стал спортивным директором школы одесского «Черноморца». В феврале 2017 года получил диплом УЕФА категории «PRO».
В конце мая 2017 года Фролов возглавил батумское «Динамо». В октябре 2017 года покинул команду.
В ноябре 2017 года стал старшим тренером молодёжного состава «Черноморца». 23 декабря 2017 года был назначен главным тренером основного состава «Черноморца». В его новый тренерский штаб вошли Константин Балабанов, Роман Кожуховский и Андрей Глущенко. Однако клуб занял лишь предпоследнее место в чемпионате, а в ответной переходной игре с «Полтавой» крупно проиграл (0:3) и вылетел в Первую лигу. Возмущённые одесские фанаты после игры даже избили неудачливого тренера.